# Prvenstvo Osječkog nogometnog podsaveza – II. razred 1937./38.
II. razred prvenstva Osječkog nogometnog podsaveza u sezoni 1937./38., igran za klubove s područja Osijeka.  
 
Sudjelovalo je pet klubova, a prvak je bio klub "Gvožđar" iz Osijeka. 

## Sustav natjecanja
Četiri kluba su igrala dvokružnu ligu (6 kola). 

## Ljestvica
| mj. | klub             | ut. | pob. | ner. | por. | gol+ | gol- | bod | 1938./39.  |
| --- | ---------------- | --- | ---- | ---- | ---- | ---- | ---- | --- | ---------- |
| 1.  | Gvožđar Osijek   | 6   | 4    | 2    | 0    | 23   | 6    | 10  | I. razred  |
| 2.  | Viktorija Osijek | 6   | 3    | 2    | 1    | 24   | 6    | 8   | II. razred |
| 3.  | Makabi Osijek    | 6   | 3    | 0    | 3    | 13   | 11   | 6   | II. razred |
| 4.  | Velebit Osijek   | 6   | 0    | 0    | 6    | 3    | 40   | 0   | II. razred |

- Gvožđar započeo natjecanje pod imenom ŽAK

## Rezultatska križaljka
| kratica | klub                 | MAL | VEL | VIK | ŽAK/GV |
| --- | -------------------- | --- | --- | --- | ------ |
| MAK | Makabi Osijek        |     |     |     |        |
| VEL | Velebit Osijek       |     |     |     |        |
| VIK | Viktorija Osijek     |     |     |     |        |
| ŽAK/GV | ŽAK / Gvožđar Osijek |     |     |     |        |
| |                      |     |     |     |        |
| podebljan rezultat - 1. utakmica između klubova rezultat normalne debljine - 2. utakmica između klubova rezultat nakošen - nije vidljiv redoslijed odigravanja međusobnih utakmica iz dostupnih izvora rezultat smanjen * - iz dostupnih izvora nije uočljiv domaćin susreta prekrižen rezultat - poništena ili brisana utakmica p - utakmica prekinuta 3:0 p.f. / 0:3 p.f. - rezultat 3:0 bez borbe n.i. - nije igrano |                      |     |     |     |        |

 Izvori: